# Kreisbahn Rathenow-Senzke-Nauen
| |                                                    |                                   |                                   |
| Kursbuchstrecke (DB): | ex 96a (1934), 107n (DR), 208e (1944), 108a (1946) |                                   |                                   |
| Streckenlänge: | 51,7 km                                            |                                   |                                   |
| Spurweite: | 750 mm (Schmalspur)                                |                                   |                                   |
| Maximale Neigung: | 17 ‰                                               |                                   |                                   |
| Minimaler Radius: | 50 m                                               |                                   |                                   |
| |                                                    |                                   |                                   |
| \| \| 0,0 \| Rathenow (RSN) \| Rathenow (RSN) \| \| \| \| B 188 \| \| \| \| \| Brandenburgische Städtebahn \| \| \| \| 8,0 \| Stechow \| Stechow \| \| \| 9,2 \| Ferchesar \| Ferchesar \| \| \| \| B 188 \| \| \| \| 13,7 \| Kotzen \| Kotzen \| \| \| \| Großer Havelländischer Hauptkanal \| \| \| \| 15,7 \| Landin \| Landin \| \| \| 16,7 \| Kriele (ab 1946 Bf) \| Kriele (ab 1946 Bf) \| \| \| 21,0 \| Haage \| Haage \| \| \| 22,50,0 \| Senzke \| Senzke \| \| \| \| \| \| \| \| \| B 5 \| \| \| \| 25,2 \| Wagenitz \| Wagenitz \| \| \| 27,2 \| Brädikow \| Brädikow \| \| \| \| Großer Havelländischer Hauptkanal \| \| \| \| 31,6 \| Paulinenaue \| Paulinenaue \| \| \| 3,9 \| Pessin \| Pessin \| \| \| 5,8 \| Retzow \| Retzow \| \| \| 8,1 \| Selbelang \| Selbelang \| \| \| \| B 5 \| \| \| \| 10,8 \| Ribbeck \| Ribbeck \| \| \| 13,4 \| Berge \| Berge \| \| \| 16,0 \| Lietzow \| Lietzow \| \| \| 20,1 \| Nauen \| Nauen \| |                                                    |                                   |                                   |
| Kopfbahnhof Streckenanfang (Strecke außer Betrieb) | 0,0                                                | Rathenow (RSN)                    | Rathenow (RSN)                    |
| Bahnübergang (Strecke außer Betrieb) |                                                    | B 188                             | B 188                             |
| Kreuzung geradeaus unten (Strecke geradeaus außer Betrieb) |                                                    | Brandenburgische Städtebahn       | Brandenburgische Städtebahn       |
| Haltepunkt / Haltestelle (Strecke außer Betrieb) | 8,0                                                | Stechow                           | Stechow                           |
| Bahnhof (Strecke außer Betrieb) | 9,2                                                | Ferchesar                         | Ferchesar                         |
| Bahnübergang (Strecke außer Betrieb) |                                                    | B 188                             | B 188                             |
| Haltepunkt / Haltestelle (Strecke außer Betrieb) | 13,7                                               | Kotzen                            | Kotzen                            |
| Brücke über Wasserlauf (Strecke außer Betrieb) |                                                    | Großer Havelländischer Hauptkanal | Großer Havelländischer Hauptkanal |
| Haltepunkt / Haltestelle (Strecke außer Betrieb) | 15,7                                               | Landin                            | Landin                            |
| Haltepunkt / Haltestelle (Strecke außer Betrieb) | 16,7                                               | Kriele (ab 1946 Bf)               | Kriele (ab 1946 Bf)               |
| Haltepunkt / Haltestelle (Strecke außer Betrieb) | 21,0                                               | Haage                             | Haage                             |
| Bahnhof (Strecke außer Betrieb) | 22,50,0                                            | Senzke                            | Senzke                            |
| Strecke von links (außer Betrieb) · Abzweig geradeaus, nach rechts und von rechts (Strecke außer Betrieb) |                                                    |                                   |                                   |
| Strecke (außer Betrieb) · Bahnübergang (Strecke außer Betrieb) |                                                    | B 5                               | B 5                               |
| Strecke (außer Betrieb) · Haltepunkt / Haltestelle (Strecke außer Betrieb) | 25,2                                               | Wagenitz                          | Wagenitz                          |
| Strecke (außer Betrieb) · Haltepunkt / Haltestelle (Strecke außer Betrieb) | 27,2                                               | Brädikow                          | Brädikow                          |
| Brücke über Wasserlauf (Strecke außer Betrieb) · Brücke über Wasserlauf (Strecke außer Betrieb) |                                                    | Großer Havelländischer Hauptkanal | Großer Havelländischer Hauptkanal |
| Strecke (außer Betrieb) · Kopfbahnhof Streckenende (Strecke außer Betrieb) | 31,6                                               | Paulinenaue                       | Paulinenaue                       |
| Haltepunkt / Haltestelle (Strecke außer Betrieb) | 3,9                                                | Pessin                            | Pessin                            |
| Haltepunkt / Haltestelle (Strecke außer Betrieb) | 5,8                                                | Retzow                            | Retzow                            |
| Haltepunkt / Haltestelle (Strecke außer Betrieb) | 8,1                                                | Selbelang                         | Selbelang                         |
| Bahnübergang (Strecke außer Betrieb) |                                                    | B 5                               | B 5                               |
| Haltepunkt / Haltestelle (Strecke außer Betrieb) | 10,8                                               | Ribbeck                           | Ribbeck                           |
| Haltepunkt / Haltestelle (Strecke außer Betrieb) | 13,4                                               | Berge                             | Berge                             |
| Haltepunkt / Haltestelle (Strecke außer Betrieb) | 16,0                                               | Lietzow                           | Lietzow                           |
| Kopfbahnhof Streckenende (Strecke außer Betrieb) | 20,1                                               | Nauen                             | Nauen                             |

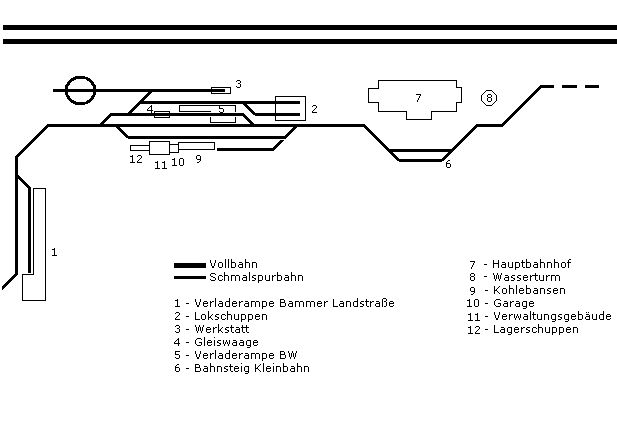
Gleisanlagen Rathenow um 1900

Die Kreisbahn Rathenow-Senzke-Nauen (RSN) – wie sie von 1932 bis zum 31. März 1949 hieß – war die einzige Schmalspurbahn im damaligen Landkreis Westhavelland und gehörte diesem selbst. Der Sitz war in Rathenow. Die Bahn mit Spurweite 750 mm war von 1900 bis 1961 in Betrieb. Sie diente der Erschließung des Landstrichs zwischen der Hamburger Bahn im Norden und der Lehrter Bahn im Süden.

## Streckenverlauf und Bau
Die Strecke führte von der Kreisstadt Rathenow an der Havel in nordöstlicher Richtung über Kriele und Senzke nach Paulinenaue. In Senzke zweigte eine 20 Kilometer lange Strecke über Ribbeck nach der Kreisstadt Nauen des Nachbarkreises Osthavelland ab. Weil sich die Trasse, um möglichst viele Ortschaften anzuschließen, durch das Land schlängelte, erhielt die anfangs als Kreiskleinbahn Rathenow-Senzke-Paulinenaue-Nauen bezeichnete Bahn auch den Beinamen „Krumme Pauline“. Häufig wurde sie auch als „Stille Pauline“ bezeichnet.
Größere Steigungen mussten in der Nähe des Dorfes Kotzen durch den Hohes Rott genannten Höhenzug bezwungen werden. Seine nördlichen Ausläufer mit 17 Metern Höhenunterschied überwand die RSN auf einer Länge von 1000 Metern. Der niedrigste Punkt des Streckennetzes befand sich in Rathenow mit 27 Metern über NN, der höchste zwischen Ferchesar und Kotzen mit 47 Metern. Außerdem mussten auf dem Streckenabschnitt Kriele–Kotzen Einschnitte und wegen des moorigen Untergrundes bis zu zwei Meter hohe Dammschüttungen hergestellt werden. An drei Stellen überquerte die RSN den Großen Havelländischen Hauptkanal auf etwa zehn Meter langen Brücken.
Der Oberbau bestand aus Gleisjochen, welche aus jeweils zwei neun Meter langen auf 13 Holzschwellen mit den Abmessungen 1500 × 170 × 140 Millimeter befindlichen Vignolschienen mit einer Masse von 15 Kilogramm pro Meter hergestellt wurden. Das drei Meter breite Planum hatte eine Höhe von 0,6 Metern. Die Spurweite war mit 750 Millimetern bei einer Achslast von fünf Tonnen gewählt worden.

## Betrieb
Bis 1914 wurden pro Jahr durchschnittlich 100.000 Personen und knapp 50.000 Tonnen Güter transportiert. Beschäftigt waren etwa 30 Angestellte und 50 Arbeiter. Die Erlöse der RSN deckten bis dahin die Ausgaben für Betriebsstoffe und Löhne.
1924 kündigte die RSN den seit 1903 bestehenden Betriebsführungsvertrag mit der Eisenbahnabteilung der Provinz Mark Brandenburg. Jetzt übernahm der Kreis Westhavelland die Leitung des Bahnbetriebes von Rathenow aus. Fortan fuhren täglich zwei Personenzugpaare mit Güterbeförderung zwischen Rathenow und Nauen mit Kreuzung in Senzke, wobei hier die Lokomotiven wechselten.
Mit ständigen Zuschüssen gelang es, den Betrieb bis 1945 aufrechtzuerhalten, denn die RSN wurde besonders für den Güterverkehr dringend benötigt. Während des Zweiten Weltkrieges stieg der Reiseverkehr auf mehr als 200.000 beförderte Personen pro Jahr. Vorrangig wurde die RSN von den in Rathenow stationierten Wehrmachtsangehörigen benutzt, da sie preisgünstig nach Nauen kamen, um dort den S-Bahn-Verkehr in die Reichshauptstadt zu erreichen.
Leistungsdaten im Überblick:
|                       | 1901   | 1906    | 1911    | 1927   | 1938   | 1943    |
| --------------------- | ------ | ------- | ------- | ------ | ------ | ------- |
| Beförderte Personen   | 56.764 | 104.347 | 112.101 | 69.663 | 48.916 | 223.702 |
| Beförderte Güter in t | 36.884 | 51.916  | 48.607  | 45.660 | 40.096 | 42.319  |
| Lokomotivkilometer    | 84.020 | 128.115 | 130.762 | 66.424 | 65.693 | 64.781  |

## Geschichte

### Planung und Eröffnung

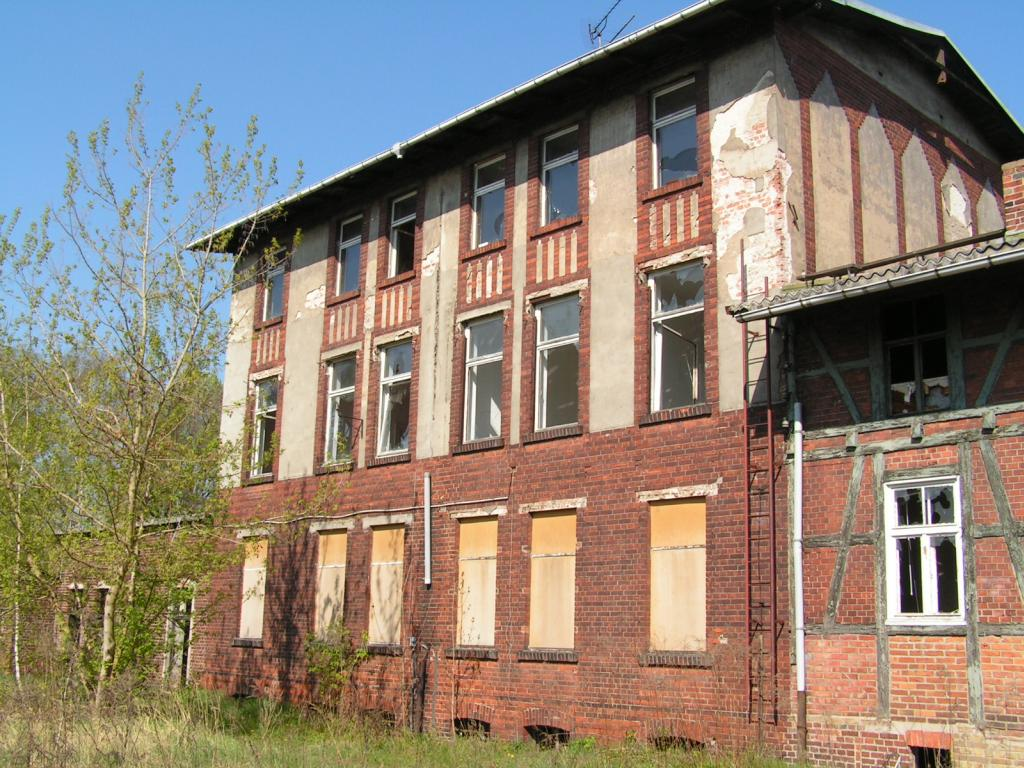
Verwaltungsgebäude der RSN in Rathenow im April 2005

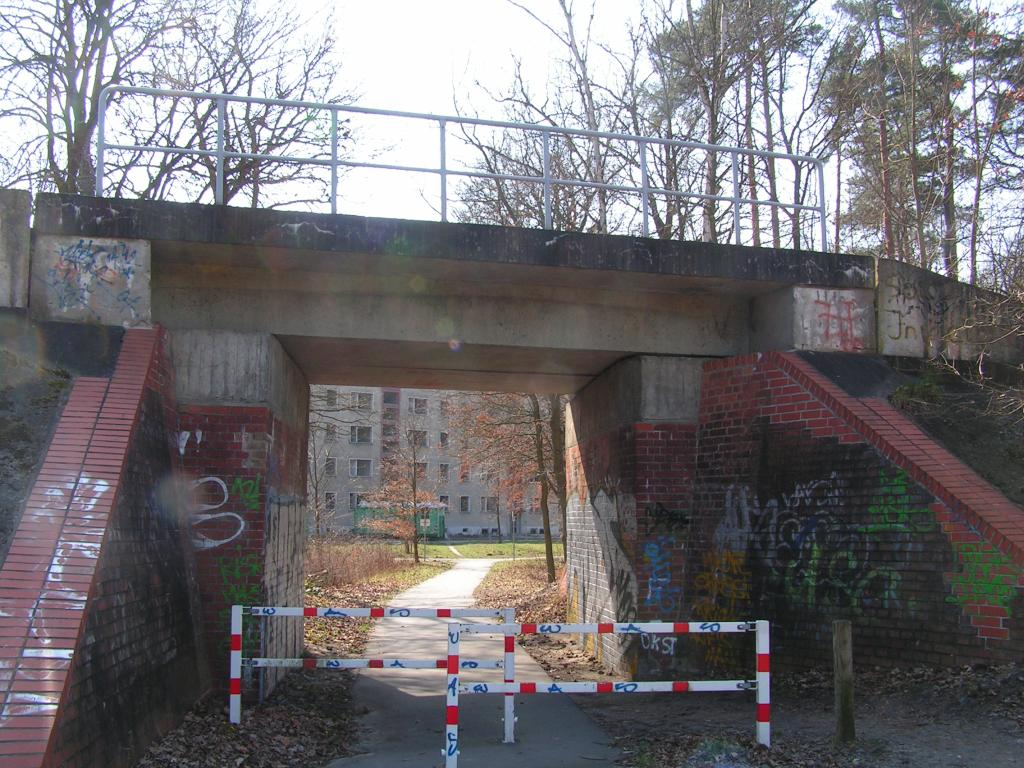
Unterquerung der Brandenburgischen Städtebahn in Rathenow im März 2007

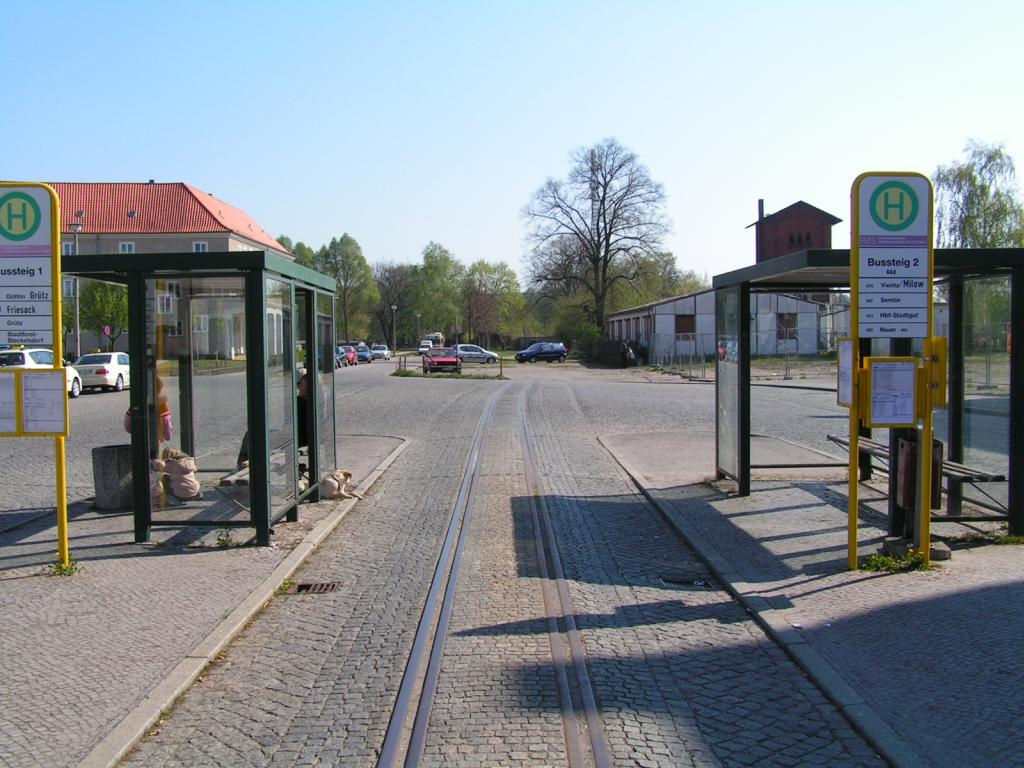
Restliche denkmalgeschützte Gleisanlagen vor dem Rathenower Bahnhof

Der Kreistag Westhavelland in Rathenow erörterte im Jahre 1895 Kleinbahnprojekte mit dem Ziel, das durch eine rege Landwirtschaft geprägte Kreisgebiet verkehrsmäßig besser zu erschließen. Im Dezember 1895 wurde ein Komitee gegründet, das die möglichen Linienführungen prüfen sollte. 1896 wurde die Verbindung Rathenow–Paulinenaue ins Auge gefasst. Der preußische Minister der öffentlichen Arbeiten war aber lediglich bereit, dem Bau einer den örtlichen Verkehrsbedürfnissen dienenden Eisenbahn auf Grundlage des Kleinbahngesetzes von 1892 zuzustimmen, und zwar nur als schmalspurige Kleinbahn.
1897 wurde klar, dass die Kleinbahnstrecke von Rathenow über Stechow, Ferchesar, Kotzen, Landin, Kriele, Haage, Senzke, Wagenitz und Brädikow nach Paulinenaue führen soll. Zur Erschließung des Gutshofes Pessin war zudem eine Zweigbahn von Paulinenaue aus vorgesehen. Der Kreistag in Rathenow stimmte am 29. Juni 1897 dem Bau beider Linien zu. Am 28. Oktober 1898 genehmigte der Königliche Regierungspräsident in Potsdam den Bau und Betrieb der Eisenbahn Rathenow-Senzke-Paulinenaue (RSP). Anfang 1899 begannen die ersten Bauarbeiten an der Strecke. Ebenso wurden Lokomotiven, Reisezug- und Güterzugwagen in Auftrag gegeben.
Etwa zum gleichen Zeitpunkt wurde offensichtlich, dass die Streckenführung von Rathenow nach Paulinenaue den Verkehrsbedürfnissen nur teilweise gerecht werden würde. Nach entsprechenden Voruntersuchungen beschloss der Kreistag in Rathenow am 10. April 1899 anstelle der Zweigstelle Paulinenaue–Pessin eine Ergänzungsstrecke vom Schnittpunkt des Weges Senzke–Wagenitz mit der Hamburger Chaussee (heutige Bundesstraße 5) über Pessin, Retzow, Selbelang, Ribbeck, Berge und Lietzow nach Nauen zu erbauen. Am 2. April 1900 wurde die 31,5 Kilometer lange Kleinbahn zwischen Rathenow und Paulinenaue eröffnet.

### Blütezeit und Entwicklung bis 1945
Nach der Eröffnung verkehrten täglich drei Güterzüge mit Personenbeförderung auf der Strecke. Die vom Minister der öffentlichen Arbeiten im Oktober 1899 erlaubten Vorarbeiten für den Streckenast nach Nauen liefen auf Hochtouren. Im Mai 1900 genehmigte die Königliche Regierung in Potsdam den Bau und Betrieb dieser Ergänzungslinie, welche am 20. September 1901 eisenbahntechnisch und landespolizeilich abgenommen wurde. Einen Tag später rollte bereits der erste Rübenzug von Senzke nach Nauen. Erstmals verkehrte am 29. September 1901 ein Personenzug von Nauen nach Rathenow aus Anlass eines in Rathenow stattfindenden Pferderennens. Er galt zugleich als Eröffnungszug der Strecke.
Am 1. Oktober 1901 wurde die 20,1 Kilometer lange Zweigstrecke für den öffentlichen Reise- und Güterverkehr in Betrieb genommen. Die Betriebsverwaltung und die Werkstätten befanden sich in Rathenow. Für den täglichen Betriebsablauf war ein in Rathenow tätiger Bahnverwalter zuständig.
Besonders während der Rübenkampagne rollten ständig Bedarfsgüterzüge nach Nauen. Die Anwohner benutzten die Kleinbahn vor allem für Einkäufe und Behördenbesuche in Rathenow und in Nauen. Für den mitunter regen Ausflugsverkehr in den Sommermonaten setzte die RSPN von Rathenow nach Ferchesar Verstärkungszüge ein, die sich großer Beliebtheit erfreuten. Bis 1914 stieg das Reise- und Güterverkehrsaufkommen ständig an. Trotzdem waren immer wieder Zuschüsse aus dem Kreishaushalt nötig.
Nach Beginn des Ersten Weltkriegs verschlechterte sich die wirtschaftliche Situation der Kleinbahn. Ab 1917 deckten die Betriebseinnahmen nicht mehr die laufenden Ausgaben, so dass sich die Rathenower Kreisverwaltung gezwungen sah, auf beiden Strecken täglich nur noch zwei Zugpaare verkehren zu lassen. Am 1. Januar 1924 wurde der Reiseverkehr auf der Teilstrecke Senzke–Paulinenaue eingestellt und der Güterverkehr auf den Abschnitt Senzke–Wagenitz beschränkt. Ein wichtiges Datum der Kreisbahngeschichte ist der 1. April 1924. An diesem Tag wurde die RSPN von der Beförderungspflicht zwischen Wagenitz und Paulinenaue entbunden. Die Gleise blieben aber zunächst liegen, sie wurden erst Mitte der 1930er Jahre abgebaut. In den Jahren 1925 bis 1931 konnte durch den Abtransport größerer Mengen Holz aus der Rhinsmühler Heide und die dadurch entstandenen Einnahmen eine neue Lokomotive beschafft werden.
Zu Beginn des Jahres 1932 wechselte die RSPN ihre Unternehmensbezeichnung in Kreisbahn Rathenow - Senzke - Nauen (RSN). Eine Umspurung der RSN auf Normalspur oder die Einführung des Rollwagenverkehrs wurde zwecks Kostensenkung und Zeitersparnis beim Umladen von Gütern in Erwägung gezogen. Doch für derartige Investitionen fehlte das Geld. Es gelang zwar, Zuschüsse von der Provinz Brandenburg für die Beschaffung von zwei Triebwagen zu erhalten, diese wurden jedoch kriegsbedingt nicht mehr gebaut.
Die zu Beginn der 1940er Jahre von der NS-Regierung angeordnete Rationierung von Treibstoffen führte zu einer enormen Steigerung der Leistung der RSN, da viele Buslinien eingestellt wurden. Mit den erzielten Gewinnen konnte die RSN jedoch nichts anfangen, da sie keine Kontingente für benötigte Materialien erhielt. Für den Osteinsatz im Zweiten Weltkrieg mussten unter anderem eine Lok und die beiden Kesselwagen abgegeben werden. Am 31. März 1943 wurde der Bedarfsgüterverkehr auf der Teilstrecke Senzke–Wagenitz eingestellt, die Gleise wurden sofort abgebaut.
Am 20. April 1945 wurde in den Vormittagsstunden der Bahnhof Nauen durch alliierte Luftangriffe zum Teil erheblich beschädigt. Davon waren auch Bahnanlagen und Wagen der RSN betroffen. Der Zugverkehr kam zum Erliegen. Wenige Tage später sprengten deutsche Verbände die beiden Kleinbahnbrücken über dem Havelländischen Hauptkanal. Von Rathenow aus kam der Kreisbahnverkehr bis Kotzen im Juli 1945 wieder in Gang. Anfang August musste der Verkehr jedoch erneut eingestellt werden, da die RSN unter die Reparationsleistungen an die UdSSR gefallen war. Die Anlagen sollten demontiert und mit den Fahrzeugen abtransportiert werden. Im Spätsommer 1945 gelang es dem Rathenower Landrat, die Besatzungsmacht von der Notwendigkeit der RSN zu überzeugen.

### Stilllegung und heutiger Zustand
Eine weitere Verkürzung der Kreisbahn um 17 Kilometer brachte im Sommer 1945 die Reparations-Demontage des Abschnitts Rathenow–Kriele. Auch die übrigen Stationen zwischen Kriele und Nauen (25 Kilometer) blieben nach Kriegsende zunächst ohne Zugverkehr. Dieser wurde erst am 9. Februar 1946 wieder aufgenommen, nachdem die im Krieg zerstörte Brücke über den Havelländischen Hauptkanal bei Senzke repariert war.
In den Winterfahrplänen 1946/47 und 1947/48 verkehrte lediglich am Dienstag und Sonnabend ein Zug um 10:30 beziehungsweise 10:00 Uhr ab Nauen nach Kriele mit einer Fahrzeit von 105 Minuten, der um 13:05 Uhr zurückfuhr. Im Sommer 1950 verkehrte dieses Zugpaar auch donnerstags. Inzwischen war die kreiseigene Bahn der VVB Landesbahn Brandenburg und anschließend der Deutschen Reichsbahn zugewiesen worden.
Die Personenbeförderung konnte sich bis zum 24. Januar 1961 behaupten. Wenige Wochen später endete am 1. April 1961 auch der Güterverkehr. Damit war das Schicksal der ehemaligen Kreisbahn besiegelt.
Güterwagen und Lokomotiven wurden auf andere Strecken umgesetzt und die Gleise nach und nach abgebaut.
Von den damaligen Gleisen ist heute fast nichts mehr zu sehen. Auf dem Bahnhofsvorplatz von Rathenow liegt noch ein kurzes Stück Gleis, das unter Denkmalschutz steht; auf dem Gelände des ehemaligen Gutes Selbelang ist ein Stück des Anschlussgleises erhalten geblieben. Auf den Streckenabschnitten Rathenow–Stechow, über das Hohe Rott, Kotzen–Senzke und Ribbeck–Nauen wurden Bahntrassenradwege errichtet (Teile des Havelland-Radwegs). Im Wald zwischen Selbelang und Ribbeck sowie zwischen Selbelang und Retzow sind noch Reste des ehemaligen Bahndamms zu erkennen.

## Fahrzeuge

### Dampflokomotiven

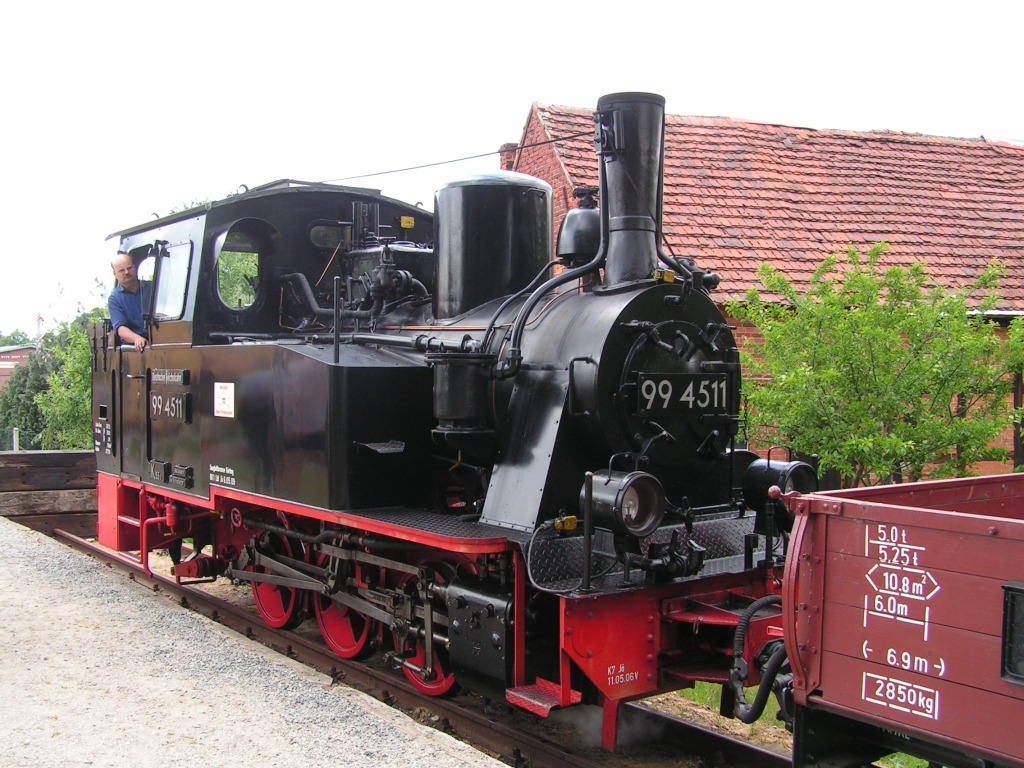
Ehemalige Lok Nr. 3 hier im Zustand nach ihrem Neubau als 99 4511 in Lindenberg beim Pollo. In diesem Zustand war sie in Nauen nicht im Einsatz.

Dauerhaft eingesetzte Dampflokomotiven:
| RSN-Nr. | DR-Nr.  | Bauart | Hersteller         | Baujahr | Fabriknr. | Bemerkungen                        |
| ------- | ------- | ------ | ------------------ | ------- | --------- | ---------------------------------- |
| 1       |         | C1’n2t | Krauss             | 1899    | 4111      | 1948 Reparation                    |
| 2       |         | C1’n2t | Krauss             | 1899    | 4112      | 1948 Reparation                    |
| 3       | 99 4511 | C1’n2t | Krauss             | 1899    | 4113      | 1966 durch Neubau ersetzt          |
| 4       |         | C1’n2t | Orenstein & Koppel | 1899    | 845       | nach 1942 Abgabe an Heeresfeldbahn |
| 5       | 99 4512 | C1’n2t | Orenstein & Koppel | 1901    | 846       |                                    |
| 6       |         | Dn2t   | Borsig             | 1928    | 12090     | 1948 Reparation                    |

Zeitweilig eingesetzte Dampflokomotiven:
| DR-Nr.  | Bauart   | Hersteller | Baujahr | Fabriknummer | Einsatzzeitraum                                 | Herkunft        |
| ------- | -------- | ---------- | ------- | ------------ | ----------------------------------------------- | --------------- |
| 99 534  | B’B’n4vt | Hartmann   | 1898    | 2275         | 09.10.1953 – 27.06.1954                         | Mügeln          |
| 99 542  | B’B’n4vt | Hartmann   | 1899    | 2384         | 30.01.1956 – 17.03.1956                         | Mügeln          |
| 99 552  | B’B’n4vt | Hartmann   | 1908    | 3205         | 09.02.1953 – 19.10.1953                         | Mügeln          |
| 99 553  | B’B’n4vt | Hartmann   | 1908    | 3206         | 09.08.1951 – 28.12.1951                         | Döbeln          |
| 99 555  | B’B’n4vt | Hartmann   | 1908    | 3208         | 23.02.1955 – 28.04.1955                         | Freital-Potsch. |
| 99 4502 | Cn2t     | Hartmann   | 1897    | 264          | 10.09.1954 – 29.03.1955 12.11.1956 – 22.03.1960 | Perleberg       |
| 99 4503 | Cn2t     | Hartmann   | 1899    | 2622         | 16.10.1954 – 08.03.1956                         | Perleberg       |
| 99 4541 | Dh2      | Kriskingo  | 1934    | 0042         | 26.08.1958 – 06.06.1961                         | Trusetal        |
| 99 4611 | Cn2t     | Jung       | 1891    | 119          | 24.05.1957 – 08.10.1957                         | Trusetal        |
| 99 4651 | Cn2(t)   | Henschel   | 1941    | 25797        | 27.02.1955 – 28.04.1955                         | Dahme           |
| 99 4653 | Cn2(t)   | Jung       | 1944    | 10123        | 24.11.1955 – 24.01.1956                         | Dahme           |

### Diesellokomotiven
Zeitweilig eingesetzte Diesellokomotiven:
| DR-Nr.   | Bauart | Hersteller    | Baujahr | Fabriknummer | Einsatzzeitraum         | Herkunft       |
| -------- | ------ | ------------- | ------- | ------------ | ----------------------- | -------------- |
| Kö 6002  | C-dm   | Schwartzkopff | 1936    | 10429        | 16.08.1957 – 04.01.1960 | Bw Neustrelitz |
| Köf 6003 | C-dm   | Deutz         | 1944    | 36101        | 13.04.1955 – 05.10.1961 | Raw Dessau     |
| Kö 6004  | B-dm   | Deutz         | 1944    | 1185         | 01.01.1960 – 16.03.1961 | Raw Dessau     |

### Personenwagen
Die RSN verfügte bis 1945 über zwölf Reisezugwagen. Unter den sämtlich vierachsigen Personenwagen gab es zwei Fahrzeuge mit Abteilen zweiter und dritter Klasse sowie je einem Post- und Gepäckabteil. Hinzu kamen zwei sogenannte Marktwagen mit Großraumabteilen für die dritte Klasse. Weiterhin besaß die RSN sechs Fakultativwagen. Alle Reisezugwagen wurden von Hofmann in Breslau gebaut.
Personenwagenbestand:
| 1901 | 1906 | 1911 | 1927 | 1938 | 1943 | 1948 | 1958 |
| ---- | ---- | ---- | ---- | ---- | ---- | ---- | ---- |
| 6    | 5    | 5    | 9    | 9    | 7    | 4    | 4    |

### Güterwagen
Die RSN besaß neun geschlossene vierachsige Güterwagen mit einer Tragfähigkeit von zehn Tonnen. Zwei Kesselwagen, ein Drehschemelwagenpaar und drei Rungenwagen sowie neun zweiachsige O-Wagen. Ein Teil des Wagenparkes hatte Spindelbremsen erhalten. Eine andere Bremstechnik gab es bei der RSN nicht.
Nach dem Zweiten Weltkrieg verblieben auf der Reststrecke neun geschlossene Güterwagen, vier zweiachsige offene Güterwagen, 35 vierachsige offene Güterwagen, ein Rungenwagen und ein in Nauen ausgebrannter Fakultativwagen, der später als Schienenwagen hergerichtet wurde.
Güterwagenbestand:
| 1901 | 1906 | 1911 | 1927 | 1938 | 1943 | 1948 | 1958 |
| ---- | ---- | ---- | ---- | ---- | ---- | ---- | ---- |
| 74   | 76   | 86   | 88   | 88   | 82   | 50   | 55   |